# Hans Hateboer
Hans Hateboer (ur. 9 stycznia 1994 w Beercie) – holenderski piłkarz grający na pozycji obrońcy we francuskim klubie Stade Rennais.

## Życiorys
Jest wychowankiem FC Groningen. Do kadry pierwszego zespołu tego klubu dołączył w 2014 roku. W Eredivisie zadebiutował 18 stycznia 2014 w zremisowanym 1:1 meczu z RKC Waalwijk. W 31. minucie tego spotkania zanotował asystę przy golu Michaela de Leeuwa, a w drugiej połowie otrzymał czerwoną kartkę. W sezonie 2014/2015 wygrał wraz z klubem Puchar Holandii. 31 stycznia 2017 odszedł do włoskiej Atalanty BC. Pierwszy mecz w Serie A rozegrał 19 marca 2017 z Delfino Pescara 1936 (3:0 dla Atalanty).

## Kariera reprezentacyjna
W reprezentacji Holandii zadebiutował 23 marca 2018 w przegranym 0:1 meczu z Anglią. Zagrał w nim przez pełne 90 minut.